# جوني جونز (لاعب كرة سلة مواليد 1943)
جوني جونز (بالإنجليزية: Johnny Jones)‏ مواليد 12 مارس 1943 في واشنطن العاصمة، هو لاعب كرة سلة أمريكي سابق. بدأ مسيرته الاحترافية في سنة 1967. يبلغ طوله 6 قدم 7 بوصة (2.0 م). لعب مع بوسطن سيلتكس في الدوري الأمريكي لكرة السلة للمحترفين. اعتزل اللعب في 1977.

## روابط خارجية
- جوني جونز على موقع إن بي أي (الإنجليزية)
- جوني جونز على موقع سبورتس رفرنس (الإنجليزية)
- جوني جونز على موقع ريلجم (الإنجليزية)